# Красная Горка (Кингисеппский район)
Красная Горка — деревня в  Вистинском сельском поселении Кингисеппского района Ленинградской области.

## История
На карте Ингерманландии А. И. Бергенгейма, составленной по шведским материалам 1676 года, обозначена мыза Soikina Hoff.
На шведской «Генеральной карте провинции Ингерманландии» 1704 года она названа Soikina hof.
Мыза Сойкина обозначена на карте Ингерманландии А. Ростовцева 1727 года.
Мыза Сойкинская упоминается на карте Санкт-Петербургской губернии Я. Ф. Шмидта 1770 года.
На карте Санкт-Петербургской губернии Ф. Ф. Шуберта 1834 года обозначена мыза Сойкина.

СОЙКИНО — мыза принадлежит майорше Ермаковой, число жителей по ревизии: 25 м. п., 15 ж. п. (1838 год)

Согласно карте профессора С. С. Куторги 1852 года мыза называлась Сойкина.

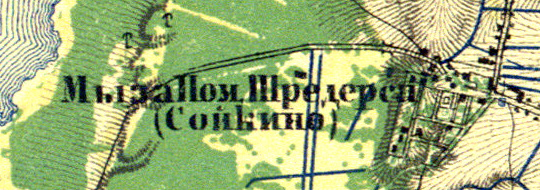
Земли деревни Красная Горка на карте 1860 года

Согласно «Топографической карте частей Санкт-Петербургской и Выборгской губерний» в 1860 году на месте современной деревни Красная Горка находилась Мыза Шредерса (Сойкино).

СОЙКИНО — мыза владельческая при Финском заливе и колодцах, число дворов — 3, число жителей: 16 м. п., 22 ж. п. (1862 год)

Согласно материалам по статистике народного хозяйства Ямбургского уезда 1887 года, мыза Сойкино площадью 1808 десятин принадлежала барону А. Ф. Шнейдерсу, она была приобретена до 1868 года. Мыза вместе с садом, жилым домом, лавкой и рыбными ловлями сдавалась в аренду.
В конце XIX — начале XX века мыза административно относилась к Лужицкой волости 2-го стана Ямбургского уезда Санкт-Петербургской губернии.

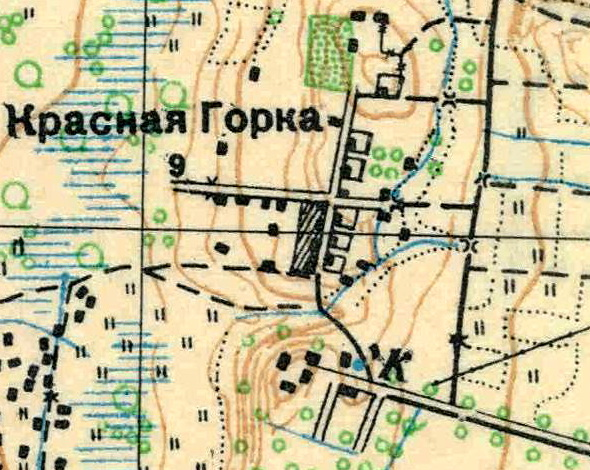
План деревни Красная Горка. 1930 год

Согласно топографической карте 1930 года деревня насчитывала 9 дворов.
По данным 1933 года деревня Красная Горка входила в состав Сойкинского сельсовета Кингисеппского района.
По данным 1966, 1973 и 1990 годов деревня Красная Горка также входила в состав Сойкинского сельсовета.
В 1997 году в деревне Красная Горка проживали 8 человек, в 2002 году — 12 человек (все русские), деревня входила в состав Сойкинской волости с административным центром в деревне Вистино, в 2007 году — 10 человек.

## География
Деревня расположена в северной части района на автодороге А180 (E 20) (Санкт-Петербург — Ивангород — граница с Эстонией) «Нарва».
Расстояние до административного центра поселения — 5 км.
Расстояние до ближайшей железнодорожной платформы Косколово — 10 км.
Деревня находится на Сойкинском полуострове.

## Демография
| 2007 | 2010 | 2017 |
| ---- | ---- | ---- |
| 10   | ↘5   | →5   |

### Национальный состав
Согласно данным Всероссийской переписи населения 2021 года в деревне проживал 1 человек, русский.

## Достопримечательности
- Парк (15 га) усадьбы Шредера «Сойкинская»[23]

## Известные уроженцы
- Савельев, Николай Иванович (1907—1973) — советский разведчик. О нём писателем М. Николаевым написаны книги: «Сокол вызывает Ленинград» (1967) и «На Сойкинском полуострове» (1977)[24]